# Henry Brant
Henry Dreyfuss Brant (15 de septiembre de 1913 - 26 de abril de 2008) fue un compositor estadounidense nacido en Canadá cuya obra se caracterizó por la experimentación. En 2002 obtuvo el Premio Pulitzer de Música por su composición Ice Field.

## Biografía
Brant nació en Montreal, de padres estadounidenses (su padre era violinista), en 1913. Músico precoz, comenzó a componer a la edad de ocho años y con trece comenzó su formación musical en la Escuela Schulich de la Universidad McGill en Montreal, antes de trasladarse en 1929 a Nueva York donde completó sus estudios. Tocaba el violín, la flauta, el silbato, el piano, el órgano y la percusión a nivel profesional y dominaba las técnicas de ejecución de todos los instrumentos orquestales estándar.
Con diecinueve años, Brant fue el compositor más joven incluido en el histórico libro de Henry Cowell de 1933, American Composers on American Music.
Brant compuso, orquestó y dirigió para grupos de radio, cine, ballet y jazz. La diversidad estilística de estas primeras experiencias profesionales también contribuiría eventualmente a la forma de su producción madura. A partir de finales de la década de 1940, enseñó en la Universidad de Columbia, en la Escuela Juilliard y, durante 24 años, en el Bennington College. Entre sus alumnos se encontraba la compositora estadounidense Patsy Rogers.
A mediados de la década de 1950, Brant llegó a la conclusión de que (como él mismo lo expresó) "la música de un solo estilo... ya no podía evocar las nuevas tensiones, las locuras estratificadas y los ataques multidireccionales de la vida contemporánea al espíritu". En busca de un marco óptimo para la presentación de una música que abarcara tal simultaneidad de texturas y estilos musicales, Brant realizó una serie de experimentos y composiciones explorando el potencial de la posición física de los sonidos en el espacio para usarse como un elemento compositivo esencial.
Además de producir obras para las salas de conciertos, Brant también trabajó como orquestador para muchas producciones de Hollywood, incluida la película Cleopatra (1963) de Joseph L. Mankiewicz, protagonizada por Elizabeth Taylor, una de las muchas colaboraciones con el compositor Alex North. Brant ayudó con la orquestación de la partitura de North para 2001: Una odisea del espacio de Stanley Kubrick y, debido a los espasmos musculares inducidos por el estrés de North, Brant tuvo que dirigir la sesión de grabación de la partitura de la película. Otros compositores a los que ayudó como orquestador fueron Virgil Thomson, Aaron Copland, George Antheil, Douglas Moore y Gordon Parks. El trabajo de Brant como orquestador no se limitó al cine y al teatro, su afinidad por la música de Charles Ives, cuya obra The Unanswered Question fue una inspiración reconocida para la música espacial de Brant, le llevó en 1996 a estrenar un nuevo arreglo de la obra Segunda Sonata para piano de Ives como Sinfonía de Concord. La Orquesta Sinfónica de San Francisco grabó el arreglo de Brant con el sello discográfico SFS Media.
Desde 1981, Brant se estableció en Santa Bárbara (California) . Allí falleció el 26 de abril de 2008, a la edad de 94 años.

## Obra
A partir de la partitura de 1953 Antiphonies rurales (anterior al Gruppen de Stockhausen de 1955-57, pero treinta y cinco años después de la Cuarta Sinfonía de Charles Ives de 1912-18 y de Música de las esferas de Rued Langgaard de 1916-18), Brant desarrolló la Concepto de música espacial, en el que la ubicación de instrumentos y/o voces en el espacio físico es un elemento compositivo significativo. Identificó los orígenes del concepto en la música antifonal de finales del Renacimiento y principios del Barroco, en el uso antifonal de cuatro conjuntos de metales colocados en las esquinas del escenario en el Réquiem de Héctor Berlioz y, lo más importante, en las obras de Charles Ives., en particular La pregunta sin respuesta. Henry Brant fue el compositor de música espacial acústica más destacado de Estados Unidos. La ubicación planificada de los intérpretes en toda la sala, así como en el escenario, fue un factor esencial en su esquema de composición y un punto de partida para una gama e intensidad de expresión musical radicalmente ampliadas. El dominio de Brant  de la técnica de composición espacial le permitió escribir texturas de complejidad polifónica y/o poliestilística sin precedentes al tiempo que proporcionaba máxima resonancia en la sala y mayor claridad de los detalles musicales para el oyente. Su catálogo comprende más de 100 obras espaciales.
De acuerdo con la creencia de Brant de que la música puede ser tan compleja y contradictoria como la vida cotidiana, sus obras más importantes a menudo emplean fuerzas interpretativas múltiples y contrastantes, como en Meteor Farm (1982) para orquesta sinfónica, gran banda de jazz, dos coros, un conjunto de tambores de África Occidental, solistas del sur de la India, un gran conjunto gamelán javanés, orquesta de percusión y dos sopranos solistas occidentales. Los experimentos espaciales de Brant lo convencieron de que el espacio ejerce influencias específicas sobre la armonía, la polifonía, la textura y el timbre.. Consideraba el espacio como la "cuarta dimensión" de la música (después del tono, el tiempo y el timbre). Brant experimentó con nuevas combinaciones de timbres acústicos, llegando incluso a crear obras enteras para grupos familiares instrumentales de un solo timbre: Orbits para 80 trombones, órgano y voz de sopranino, Ghosts & Gargoyles para 9 flautas, y otras para múltiples trompetas y guitarras. Esta predilección por los conjuntos de un solo tono data de Angels and Devils (1932) para un conjunto de 11 flautas. Sin embargo, su experimentación no siempre tuvo éxito. Su pieza de 1972, Immortal Combat, presentada frente al Lincoln Center, quedó ahogada por el ruido del tráfico y una tormenta. Con la excepción de las piezas compuestas para medios grabados (en las que utilizó sobredoblaje o fuentes de sonido acústicas), Brant no utilizó materiales electrónicos ni permitió la amplificación en su música.
En 1956 se estrenó una "ópera espacial", The Grand Universal Circus, con libreto: Patricia Gorman Brant. En 2002 ganó el Premio Pulitzer de Música por su composición Ice Field. Además de componer, tocaba el violín, la flauta, el silbato, la percusión, el piano y el órgano y con frecuencia incluía partes solistas en sus grandes obras para que las tocara él mismo.
Sus últimas obras incluyeron Wind, Water, Clouds & Fire, para 4 coros e instrumentistas, encargado por Present Music y estrenado el 19 de noviembre de 2004 en la Catedral de San Juan Evangelista de Milwaukee. Tremors, para 4 cantantes y 16 instrumentistas, por encargo del Getty Research Institute, se estrenó el 4 de junio de 2004 en el Getty Center de Los Ángeles. Tremors se repitió en un concierto de Green Umbrella en el Walt Disney Concert Hall de Los Ángeles el 1 de noviembre de 2004. Ghosts & Gargoyles, un concierto para flauta solo con orquesta de flauta, para New Music Concerts, Toronto tuvo su estreno el 26 de mayo de 2002. Ice Field, para grandes grupos orquestales y órgano, fue encargado por Other Minds para su estreno en diciembre de 2001 por la Orquesta Sinfónica de San Francisco.

## Premios
Miembro de la Academia Estadounidense de Artes y Letras, Brant recibió el Premio Pulitzer de Música en 2002 por Ice Field (2001), encargado por Other Minds y estrenado por la Orquesta Sinfónica de San Francisco bajo la dirección de Michael Tilson Thomas. Recibió dos becas Guggenheim y fue el primer compositor estadounidense en ganar el Prix Italia. Fue galardonado por la Fundación Ford, la Fundación Fromm, el Fondo Nacional de las Artes y recibió los premios Koussevitzky y la Carta de Distinción del American Music Center. En 1998, para su 85 cumpleaños, fue homenajeado con un concierto conmemorativo y el nombramiento de Doctor en Bellas Artes por la Wesleyan University. La Fundación Paul Sacher de Basilea adquirió el archivo completo de sus manuscritos originales, incluidas más de 300 obras, en 1998.